# Circuit Switched Data
Circuit Switched Data (CSD), (pol. transmisja danych z wykorzystaniem komutacji łączy) - technologia, dzięki której możliwe jest przesyłanie w sieci GSM danych z prędkością 9.6 kb/s (od i do użytkownika).
Podczas przesyłania danych, używane są te same kanały radiowe, które mogą być użyte podczas transmisji głosu. 
Kanały te zajęte są cały czas podczas nawiązanego połączenia, nawet w momencie gdy transmisja się nie odbywa (np. 
użytkownik zapoznaje się z treścią strony WAP) - opłata pobierana jest więc za czas w którym połączenie jest aktywne, a 
nie za faktycznie przesłana ilość danych. 
CSD stał się elementem pierwszych specyfikacji systemu GSM (GSM 900 Phase 1). Podczas dalszych prac nad rozwojem 
standardu (GSM Phase 2) wprowadzono unowocześnioną wersję przesyłania danych z wykorzystaniem komutacji łączy - HSCSD. 
Obecnie coraz częściej wykorzystywane są technologie związane z komutacją pakietów (tańsze i oferujące lepsze parametry związane z 
szybkością transmisji): GPRS i EDGE.

## Szczegóły techniczne

### Interfejs radiowy

Idea szczelin czasowych w GSM

Do transmisji danych w trybie CSD wykorzystuje się stacje bazowe używane w GSM do przesyłania głosu. Każda ze stacji nadaje i odbiera na kilku (kilkunastu) częstotliwościach (zawsze mamy do czynienia z parami częstotliwości: w każdej parze na jednej częstotliwości nadają telefony komórkowe, a na drugiej 
stacja bazowa). 
Na każdej z częstotliwości cyfrowa transmisja odbywa się w 8 cyklicznie powtarzających się 
szczelinach czasowych. W GSM każdej rozmowie przyporządkowana jest jedna szczelina czasowa. 
W pierwszej szczelinie czasowej przez około 0,577 ms przesyłane są bity związane z pierwszą rozmową, w drugiej szczelinie 
z drugą rozmową, ..., w ósmej szczelinie z ósmą rozmową. Potem znowu następuje transmisja związana z pierwszą rozmową, 
itd.
Dla potrzeb transmisji danych za pomocą technologii CSD, system zajmuje jedną szczelinę czasową na częstotliwości 
na której nadaje stacja bazowa i jedną szczelinę na częstotliwości na której nadaje telefon komórkowy. 
Dzięki modulacji GMSK w jednej szczelinie czasowej można przesyłać dane z prędkością 33.8 kb/s. Transmisja 
bezprzewodowa narażona jest na zakłócenia, dlatego stosując kodowanie charakterystyczne dla CSD w ciągu sekundy wysyła się tylko 9.6 
kb danych, a pozostałe bity używane są do sprawdzania poprawności otrzymanej informacji i ewentualnej korekcji błędów.

### Przesyłanie danych wewnątrz sieci
Na czas połączenia utworzonego w celu przesyłania danych, w Kontrolerze Stacji Bazowych i centrali MSC 
następuje taka sama komutacja łączy jak w przypadku zwykłej rozmowy.